# Stenlille Station
Stenlille Station er en dansk jernbanestation i Stenlille på Vestsjælland på Tølløsebanen, der kører mellem Tølløse og Slagelse. Stationsområdet med bygning, perroner og skinner ejes og drives af Lokaltog. Stationen betjenes ydermere af en række af Movias buslinjer.